# Telefonwarteschleife
Von einer Telefonwarteschleife (oder einfach Warteschleife) ist in der Telefonie die Rede, wenn Telefongespräche entgegengenommen oder aufrechterhalten werden, ohne dass das Anliegen des Anrufers bearbeitet wird.

## Allgemeines
Dabei wird sowohl die Zeitspanne ab Rufaufbau bis zum Beginn der Bearbeitung des Anliegens des Anrufers betrachtet als auch die Wartezeit während einer Weiterleitung bis zur anschließenden Bearbeitung (sogenannte nachgelagerte Warteschleife). Die Warteschleife endet (nach Definition der Bundesnetzagentur), sobald beispielsweise Informationen abgefragt werden, die für die Bearbeitung des Anliegens erforderlich sind, ganz gleich, ob dies mittels eines automatisierten Dialogs oder durch eine natürliche Person erfolgt.
Die häufig vorkommende Musikunterlegung bei Telefonwarteschleifen stammt aus dem Jahre 1966. Der New Yorker Fabrikant Alfred Levy hatte im Jahr 1962 ein technisches Problem mit seiner Telefonanlage. Ein schadhaftes Kabel nahm Signale eines nahe gelegenen Radiosenders auf. Statt in Stille auf die Vermittlung ihres Telefonats zu warten, hörte Levys Kundschaft plötzlich leise säuselnde Musik. Levy erkannte das Marktpotenzial und erhielt am 12. April 1966 das Patent auf eine automatisierte Warteschleifenmelodie.

## Rechtsfragen
Der Rechtsbegriff Warteschleife besitzt eine Legaldefinition. Sie ist nach § 3 Nr. 73 TKG „jede vom Nutzer eines Telekommunikationsdienstes eingesetzte Vorrichtung oder Geschäftspraxis, über die Anrufe entgegengenommen oder aufrechterhalten werden, ohne dass das Anliegen des Anrufers bearbeitet wird. Dies umfasst die Zeitspanne ab Rufaufbau vom Anschluss des Anrufers bis zu dem Zeitpunkt, an dem mit der Bearbeitung des Anliegens des Anrufers begonnen wird, gleichgültig ob dies über einen automatisierten Dialog oder durch eine persönliche Bearbeitung erfolgt“.

## Nutzung einer Telefonwarteschleife
Eine Telefonwarteschleife dient der Information des Anrufers bezüglich Nichtverfügbarkeit des Angerufenen sowie gegebenenfalls zu Informationszwecken wie zum Beispiel der Wartezeit. Professionelle Telefonwarteschleifen bestehen meist aus Hintergrundmusik, die der Corporate Identity angepasst ist, sowie aus gesprochenen Informationen bzw. Werbung oder Produktvorstellungen.

## Produktion von Telefonwarteschleifen
Telefonwarteschleifen werden meistens in Tonstudios mit professionellen Sprechern produziert. Zusätzlich gibt es Firmen, die sich auf Telefonansagen und Warteschleifen spezialisiert haben. Sofern Hintergrundmusik verwendet wird, wird meist auf GEMA-freie Musik zurückgegriffen, da andernfalls zusätzliche Kosten in Form von GEMA-Gebühren anfallen würden.

## Kosten
Bis Ende 2012 wurden für die Dauer der Telefonwarteschleife die gleichen Kosten berechnet wie sonst für den Anruf zur gewählten Rufnummer auch. Laut Berechnung der Grünen-Bundestagsfraktion gaben die Deutschen 2011 rund 144 Millionen Euro für Warteschleifen bei kostenpflichtigen Servicenummern aus. Seit 2012 sind die Kosten für Telefonwarteschleifen bei Servicerufnummern im Telekommunikationsgesetz geregelt. In der am 10. Mai 2012 in Kraft getretenen Änderung des Telekommunikationsgesetzes  wurde beschlossen, dass Warteschleifen für Verbraucher kostenlos sein sollen und Kosten erst dann entstehen dürfen, wenn sie mit einem Gesprächspartner verbunden wurden. Kostenpflichtige Warteschleifen dürfen nur noch bei Ortsnetzrufnummern, herkömmlichen Mobilfunkrufnummern und entgeltfreien Rufnummern uneingeschränkt verwendet werden. Außerdem dürfen Warteschleifen nur noch verwendet werden, wenn es einen Festpreis für die Telefonverbindung gibt oder bei zeitabhängiger Abrechnung, bei welcher der Angerufene die Kosten des Anrufs für die Dauer der Warteschleife übernimmt. Die Änderungen traten ein Jahr nach Inkrafttreten der Novelle des Telekommunikationsgesetzes in Kraft. Bis dahin galt als Übergangsregelung, dass Telefonwarteschleifen bei entgeltpflichtigen Rufnummern verwendet werden dürfen, wenn mindestens die ersten zwei Minuten der Verbindung für den Anrufer kostenfrei sind.